# انترلوكين 7
انترلوكين 7 ( IL-7 ) هو بروتين  يتم ترميزه في البشر بواسطة جين IL7 .
IL-7 هو عامل نمو مكون للدم تفرزه الخلايا اللحمية في نخاع العظم والغدة الصعترية. يتم إنتاجه أيضًا بواسطة الخلايا الكيراتينية،  الخلايا المتغصنة ،  الخلايا الكبدية ،  الخلايا العصبية ، والخلايا الظهارية ،  ولكن لا يتم إنتاجه بواسطة الخلايا الليمفاوية الطبيعية. توضح دراسة أيضًا كيف يمكن أن يكون إنتاج أوتوكرين من IL-7 سيتوكين بوساطة سرطان الدم الليمفاوي الحاد للخلايا التائية (T-ALL) متورطًا في التطور السرطاني لـ T-ALL وتقديم رؤى جديدة حول انتشار T-ALL.
السيتوكين (بالإنجليزية: cytokine)‏ هو بروتين أو عديد ببتيد أو بروتين سكري يستخدم في عمليات نقل الإشارة والتواصل ما بين الخلايا. تكون الخلايا البائية سيتوكينات تنشط الخلايا تي، كما تنتج الخلايا تي أنواعا من السيتوكينات تعمل أيضا على زيادة أعداد الخلايا تي وتنشطها. للسيتوكينات دور رئيسي في العمليات المناعية والتطور الجنيني. تتكون كلمة سيتوكين من شقين، الأول هو سيتو وتعني خلية، والثاني كين وتعني حركة، أي أنه يحرك الخلايا.
السيتوكينات إشارات كيميائية شبيهة بالهرمونات والنواقل العصبية، تستخدم للسماح لخلية بالتواصل مع الخلايا الأخرى. تتألف عائلة السيتوكينات من مجموعة بروتينات ذائبة في الماء والبروتينات السكرية ذات كتل 5000 إلى 20.000 دالتون. بمقارنتها بالهرمونات فتفرز الهرمونات من أعضاء تخصصية في الجسم وتنتقل إلى الدم في حين أن النواقل العصبية يتم إطلاقها من قبل الأعصاب، أما السيتوكينات فهي تـُنتج من قبل أنواع مختلفة من الخلايا. تبرز أهميتها في أنواع المناعة الطبيعية والمكتسبة حيث تتدخل في العديد من الأمراض المعدية والالتهابية والإصابة والأمراض الخمجية والإنتان (تسمم الدم). لكن مهمتها لا تنحصر في الجهاز المناعي فقط، فدورها في التواصل بين الخلايا خلال التطور الجنيني كبير أيضاً.

## بنية
تم تحديد البنية ثلاثية الأبعاد لـ IL-7 المعقدة مع المجال الخارجي لمستقبل IL-7 باستخدام حيود الأشعة السينية.

## وظيفة

### عملية نضوج الخلايا الليمفاوية
يحفز IL-7 تمايز الخلايا الجذعية المكونة للدم متعددة القدرات في الخلايا السلفية اللمفاوية (على عكس الخلايا السلفية النخاعية حيث يتم تحفيز التمايز بواسطة IL-3 ). 
كما أنه يحفز تكاثر جميع الخلايا في السلالة اللمفاوية ( الخلايا البائية والخلايا التائية والخلايا القاتلة الطبيعية ).  من المهم للتكاثر خلال مراحل معينة من نضج الخلايا البائية، وبقاء الخلايا التائية والقاتلة القاتلة، وتطورها وتوازنها . 
IL-7 هو سيتوكين مهم لتنمية الخلايا البائية والتائية. يشكل هذا السيتوكين وعامل نمو الخلايا الكبدية ( HGF ) مغايرًا مغايرًا يعمل كعامل محفز لنمو الخلايا السابقة المؤيدة للخلية البائية ( pre-pro-B cell growth-stimulating factor).
تم العثور على هذا السيتوكين ليكون عاملاً مساعدًا لإعادة ترتيب V (D) J من مستقبلات الخلايا التائية بيتا (TCRß) أثناء التطور المبكر للخلايا التائية. يمكن إنتاج هذا السيتوكين محليًا عن طريق الخلايا الكأسية الظهارية والظهارية المعوية، ويمكن أن يكون بمثابة عامل تنظيمي للخلايا الليمفاوية المخاطية المعوية.  اقترحت الدراسات التي أجريت على الفئران أن هذا السيتوكين يلعب دورًا أساسيًا في بقاء الخلايا اللمفاوية.

### إشارات IL-7

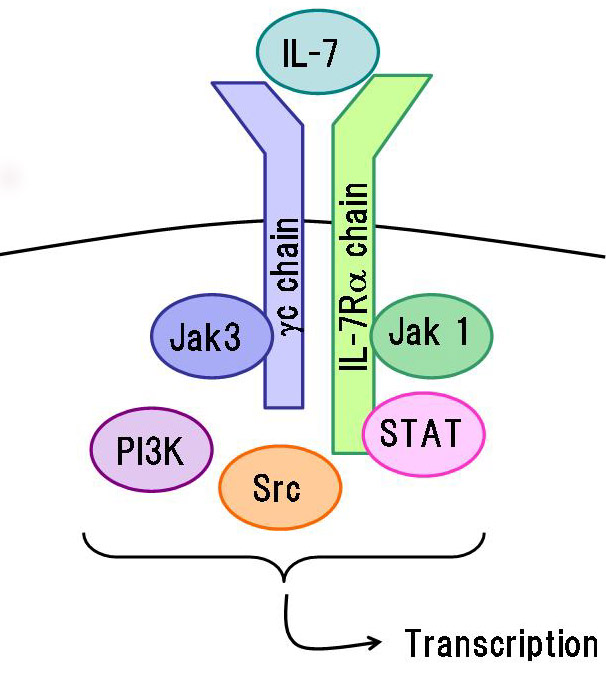
مستقبل وإشارات IL-7 ، سلسلة الشائعة (أزرق) ومستقبل IL-7-α (أخضر)

يرتبط IL-7 بمستقبل IL-7، وهو مغاير يتكون من مستقبلات Interleukin-7 alpha ومستقبلات سلسلة جاما الشائعة. يؤدي الارتباط إلى سلسلة من الإشارات المهمة لتطور الخلايا التائية داخل الغدة الصعترية والبقاء داخل المحيط. تُظهر الفئران الضربة القاضية التي تفتقر وراثيًا لمستقبلات IL-7 ضمور الغدة الصعترية وتوقف نمو الخلايا التائية في المرحلة الإيجابية المزدوجة ، و قلة اللمفاويات lymphopenia شديدة. ينتج عن إعطاء IL-7 للفئران زيادة في عدد المهاجرات من الغدة الصعترية ، وزيادة في الخلايا B و T ، وزيادة انتعاش الخلايا التائية بعد إعطاء سيكلوفوسفاميد أو بعد زرع نخاع العظم.

## مرض

### سرطان
يعزز IL-7 الأورام الخبيثة الدموية (ابيضاض الدم الليمفاوي الحاد ، سرطان الغدد الليمفاوية التائية(وتدعى ايضاً لمفومة تائية الخلية)).

### اصابات فيروسية
تم اكتشاف مستويات مرتفعة من IL-7 في بلازما المرضى المصابين بفيروس نقص المناعة البشرية .

## التطبيق السريري
تم اختبار IL-7 كعامل للعلاج المناعي في العديد من الدراسات قبل السريرية على الحيوانات ومؤخراً في التجارب السريرية البشرية لمختلف الأورام الخبيثة وأثناء الإصابة بفيروس نقص المناعة البشرية .

### سرطان
تم إعطاء IL-7 المؤتلف (معاد التركيب بتقنيات تعديل الDNA) بأمان للمرضى في العديد من التجارب السريرية من المرحلتين الأولى والثانية. أظهرت دراسة بشرية لـ IL-7 في مرضى السرطان أن إعطاء هذا السيتوكين يمكن أن يعطل بشكل عابر التوازن لكل من خلايا CD8 + و CD4 + T مع انخفاض متناسب في النسبة المئوية للخلايا التنظيمية CD4 + CD25 + Foxp3 + T. لم يلاحظ أي تراجع موضوعي للسرطان، ولكن لم يتم الوصول إلى سمية محددة للجرعة dose limiting toxicity (DLT) في هذه الدراسة بسبب تطوير الأجسام المضادة المعادلة ضد السيتوكين المؤتلف .

### عدوى فيروس نقص المناعة البشرية
بالترافق مع العلاج المضاد للفيروسات القهقرية antiretroviral therapy، خفضت IL-7 الالتهابات الموضعية والجهازية في المرضى الذين لديهم إعادة تشكيل غير كاملة للخلايا التائية(incomplete T-cell reconstitution). تشير هذه النتائج إلى أن علاج IL-7 يمكن أن يحسن جودةحياة هؤلاء المرضى quality of life.

### الزرع
يمكن أن يكون IL-7 مفيدًا أيضًا في تحسين الانتعاش المناعي بعد زرع الخلايا الجذعية الخيفية.